# HC SPLH Hamrníky
HC SPLH Hamrníky je český klub ledního hokeje, který sídlí v Mariánských Lázní v Karlovarském kraji. Založen byl v roce 1994. Od sezóny 2014/15 působí v Karlovarské hokejové lize, neregistrované soutěži ledního hokeje v České republice. Klubové barvy jsou modrá a černá.
Své domácí zápasy odehrává na zimním stadionu Mariánské Lázně s kapacitou 1 500 diváků.

## Přehled ligové účasti
Stručný přehled
Zdroj:
- 2010–2011: Karlovarská krajská soutěž – sk. B (5. ligová úroveň v České republice)
- 2011–2014: Karlovarská krajská soutěž (5. ligová úroveň v České republice)
- 2014– : Karlovarská hokejová liga (neregistrovaná soutěž v České republice)

Jednotlivé ročníky
Zdroj:
Legenda: ZČ – základní část, červené podbarvení – sestup, zelené podbarvení – postup, fialové podbarvení – reorganizace, změna skupiny či soutěže
| Česko (2010 – ) |                                    |                       |           |                                       |                       |
| Sezóny          | Soutěž                             | Úroveň                | ZČ        | Play–off, nadstavba, sk. o udržení... | Poznámky              |
| 2010/11         | Karlovarská krajská soutěž – sk. B | 5. úroveň             | 5. místo  |                                       | Reorganizace          |
| 2011/12         | Karlovarská krajská soutěž         | 5. úroveň             | 8. místo  |                                       |                       |
| 2012/13         | Karlovarská krajská soutěž         | 5. úroveň             | 1. místo  |                                       |                       |
| 2013/14         | Karlovarská krajská soutěž         | 5. úroveň             | 4. místo  |                                       | Odstoupení ze soutěže |
| 2014/15         | Karlovarská hokejová liga          | neregistrovaná soutěž | 2. místo  |                                       | [ 6 ]                 |
| 2015/16         | Karlovarská hokejová liga          | neregistrovaná soutěž | 8. místo  |                                       | [ 7 ]                 |
| 2016/17         | Karlovarská hokejová liga          | neregistrovaná soutěž | 11. místo |                                       | [ 8 ]                 |
| 2017/18         | Karlovarská hokejová liga          | neregistrovaná soutěž | 5. místo  |                                       | [ 9 ]                 |
| 2018/19         | Karlovarská hokejová liga          | neregistrovaná soutěž | 10. místo |                                       | [ 10 ]                |
| 2019/20         | Karlovarská hokejová liga          | neregistrovaná soutěž |           |                                       |                       |